# 264 Libussa
Libussa (asteroide 264) é um asteroide da cintura principal com um diâmetro de 50,48 quilómetros, a 2,4269504 UA. Possui uma excentricidade de 0,1338519 e um período orbital de 1 713,17 dias (4,69 anos).
Libussa tem uma velocidade orbital média de 17,79337695 km/s e uma inclinação de 10,43526º.
Este asteroide foi descoberto em 22 de Dezembro de 1886 por Christian Peters.
Este asteroide foi nomeado em homenagem à princesa Libuse.